# Lista de prefeitos de Felipe Guerra
Esta é a lista de prefeitos de Felipe Guerra, município brasileiro do estado do Rio Grande do Norte.
| Nº | Prefeito                          | Imagem                       | Partido                   | Primeira-dama                | Início de mandato      | Fim de mandato         | Vice-prefeito                     | Observações                   |
| --- | --------------------------------- | ---------------------------- | ------------------------- | ---------------------------- | ---------------------- | ---------------------- | --------------------------------- | ----------------------------- |
| 1 | Francisco Diógenes Filho          |                              |                           | não encontrado               | 5 de fevereiro de 1954 | 6 de outubro de 1954   | ―                                 | Prefeito nomeado              |
| Felipe Guerra retornou a condição de Distrito de Apodi (6 de outubro de 1954 ― 25 de outubro de 1964) |                                   |                              |                           |                              |                        |                        |                                   |                               |
| 2 | José Antônio da Silva             |                              |                           | não encontrado               | 25 de outubro de 1964  | 31 de janeiro de 1965  | ―                                 | Prefeito nomeado              |
| 3 | Eilson Gurgel do Amaral           |                              | PSP                       | não encontrado               | 31 de janeiro de 1965  | 30 de junho de 1969    | José Barra Neto                   | Prefeito e vice eleitos       |
| 4 | José Barra Neto                   |                              | PSP                       | Maria Zenóbia Pinto Barra    | 30 de junho de 1969    | 31 de janeiro de 1970  | ―                                 | Vice-prefeito eleito no cargo |
| 5 | Francisco Chagas da Silva         |                              |                           | não encontrado               | 31 de janeiro de 1970  | 31 de janeiro de 1973  | José Batista de Souza             | Prefeito e vice eleitos       |
| 6 | Luiz Alberto Gurgel Guerra        |                              | ARENA                     | não encontrado               | 31 de janeiro de 1973  | 15 de novembro de 1975 | Paulo Pinto Barra                 | Prefeito e vice eleitos       |
| 7 | Paulo Pinto Barra                 |                              | ARENA                     | não encontrado               | 15 de novembro de 1975 | 31 de janeiro de 1977  | ―                                 | Vice-prefeito eleito no cargo |
| 8 | Francisco Chagas da Silva         |                              | ARENA                     | não encontrado               | 31 de janeiro de 1977  | 31 de janeiro de 1983  | Raimundo Luciano da Costa Pascoal | Prefeito e vice eleitos       |
| 9 | Raimundo Luciano da Costa Pascoal |                              | PDS                       | não encontrado               | 31 de janeiro de 1983  | 31 de dezembro de 1988 | José da Silva                     | Prefeito e vice eleitos       |
| 10 | Hugo Costa da Silva               |                              |                           | Danúbia Morais do Nascimento | 1 de janeiro de 1989   | 31 de dezembro de 1992 | José Celestino de Góis            | Prefeito e vice eleitos       |
| 11 | Raimundo Luciano da Costa Pascoal |                              |                           | não encontrado               | 1 de janeiro de 1993   | 31 de dezembro de 1996 | Manoel Rufino da Costa            | Prefeito e vice eleitos       |
| 12 | Hugo Costa da Silva               |                              | PMDB                      | Danúbia Morais do Nascimento | 1 de janeiro de 1997   | 31 de dezembro de 2004 | Francisco Canindé de Menezes      | Prefeito e vice eleitos       |
| 12 | Hugo Costa da Silva               | Luzimar Alves de Morais      | PMDB                      | Danúbia Morais do Nascimento | 1 de janeiro de 1997   | 31 de dezembro de 2004 | Prefeito reeleito e vice eleito   |                               |
| 13 | Braz Costa Neto                   |                              | PMDB                      | Regina Coelli Costa          | 1 de janeiro de 2005   | 31 de dezembro de 2012 | Jânio Nilson Silveira Barra       | Prefeito e vice eleitos       |
| 13 | Braz Costa Neto                   | Francisco Canindé de Menezes | PMDB                      | Regina Coelli Costa          | 1 de janeiro de 2005   | 31 de dezembro de 2012 | Prefeito reeleito e vice eleito   |                               |
| 14 | Haroldo Ferreira de Morais        |                              | PSD                       | Girlene Ferreira             | 1 de janeiro de 2013   | 31 de dezembro de 2020 | Paulo Guilherme Gurgel Cardoso    | Prefeito e vice eleitos       |
| 14 | Haroldo Ferreira de Morais        | PSB                          | Salomão Gomes de Oliveira | Girlene Ferreira             | 1 de janeiro de 2013   | 31 de dezembro de 2020 | Prefeito reeleito e vice eleito   |                               |
| 15 | Salomão Gomes de Oliveira         |                              | PL                        | Maria de Fátima da Silva     | 1 de janeiro de 2021   | até a atualidade       | Francisco Ubiracy Feitoza Pascoal | Prefeito e vice eleitos       |
| 15 | Salomão Gomes de Oliveira         | PP                           | Prefeito e vice reeleitos | Maria de Fátima da Silva     | 1 de janeiro de 2021   | até a atualidade       | Francisco Ubiracy Feitoza Pascoal |                               |